# Saint-Pierre-le-Potier
Saint-Pierre-le-Potier est un quartier de Laval, en Mayenne. Il fait partie du quartier administratif Saint-Nicolas-Pavement-Thévalles.
Il abrite une église faisant l’objet d’une inscription au titre des monuments historiques depuis le 22 août 1996 .